# Henry De Vere Stacpoole
Henry De Vere Stacpoole (Dún Laoghaire, 9 aprile 1863 – Isola di Wight, 12 aprile 1951) è stato uno scrittore e medico irlandese.
I suoi libri descrivevano i luoghi che aveva visto lavorando da medico di bordo, isole del continente oceanico.

## Romanzi
- The Intended: A Novel (1894)
- Pierrot! A Story (1895)
- Death, the Knight, and the Lady: A Ghost Story (1897)
- The Doctor: A Study from Life (1899)
- The Rapin (1899), ripubblicato come Toto: A Parisian Sketch (1910)
- Pierrette (1900), ripubblicato come Poppyland (1914)
- The Bourgeois (1901)
- The Lady-Killer (1902)
- Fanny Lamber: A Novel (1906)
- The Golden Astrolabe, scritto con W. A. Bryce (1906)
- The Meddler: A Novel of Sorts, scritto con W. A. Bryce (1907)
- The Crimson Azaleas: A Novel (1908)
- La laguna azzurra (The Blue Lagoon, 1908), trad. di Gastone Rossi, Sonzogno, Milano 1937; prefazione e traduzione di Maria Luisa Fagnocchi, A. Frassinelli, Torino 1949; come Laguna blu, traduzione di Valeria La Via, A. Vallardi, Milano 1982
- The Cottage on the Fells (1908), ripubblicato come Murder on the Fell (1937)
- Patsy: A Story (1908)
- The Reavers: A Tale of Wild Adventure on the Moors of Lorne, scritto con W. A. Bryce (1908)
- The Man Without a Head, firmato con lo pseudonimo di Tyler De Saix (1908)
- The Vulture's Prey, firmato con lo pseudonimo di Tyler De Saix (1908)
- Garryowen: The Romance of a Race-Horse (1909)
- The Pools of Silence (1909)
- The Drums of War (1910)
- Poems and Ballads (1910)
- The Cruise of the King Fisher: A Tale of Deep-Sea Adventure (1910)
- La nave di corallo (The Ship of Coral: A Tropical Romance, 1911), traduzione dall'inglese di Gastone Rossi, Sonzogno, Milano 1936
- The Order of Release (1912)
- The Street of the Flute-Player: A Romance (1912)
- Molly Beamish (1913)
- Bird Cay (1913)
- The Children of the Sea: A Romance (1913)
- The Poems of Francois Villon (1914)
- Father O'Flynn (1914)
- The New Optimism (1914)
- Monsieur de Rochefort: A Romance of Old Paris (1914)
- The Blue Horizon: Romance from the Tropics and the Sea (1915)
- The North Sea and Other Poems (1915)
- The Pearl Fishers (1915)
- The Red Day (romanzo scritto in forma di diario) (1915)
- The Reef of Stars: A Romance of the Tropics (1916), pubblicato negli USA con il titolo di The Gold Trail (1916)
- Corporal Jacques of the Foreign Legion (1916)
- Francois Villon: His Life and Times, 1431-1463 (biografia letteraria) (1916)
- In Blue Waters (1917)
- Sea Plunder (1917)
- The Starlit Garden: A Romance of the South (1917), pubblicato negli USA con il titolo di The Ghost Girl (1918)
- The Willow Tree: The Romance of a Japanese Garden (1918)
- The Man Who Lost Himself (1918)
  - L'uomo che ha perduto se stesso: traduzione di B. e C. Giardini, Corbaccio, Milano [19..]
  - L'uomo che smarrì se stesso, traduzione di Marina, Carabba, Lanciano stampa 1932
  - L'uomo che smarrì se stesso: Romanzo. Traduzione di Giulio Intra, Minerva, Milano 1934 (Arti Grafiche Milanesi)
- La spiaggia dei sogni (The Beach of Dreams: A  Story of the True World, 1919), traduzione di Gastone Rossi, Sonzogno, Milano 1933
- Under Blue Skies ([1919)
- Sappho: A New Rendering (1920)
- A Man of the Islands (1920)
- Uncle Simon, scritto con Margaret Stacpoole (1920), pubblicato negli USA con il titolo di The Man Who Found Himself (1920)
- Satana (Satan: A Story of the Sea King's Country, 1921), traduzione di Mario Malatesta, Sonzogno, Milano 1935
- Men, Women, and Beasts (1922)
- Vanderdecken: The Story of a Man (1922)
- The Garden of God (1923) (seguito di La laguna azzurra)
- Golden Ballast (1924)
- Ocean Tramps (1924)
- The House of Crimson Shadows: A Romance (1925)
- The Gates of Morning (1925) (seguito di The Garden of God)
- The City in the Sea (1925)
- Stories East and West: Tales of Men and Women (1926)
- The Mystery of Uncle Bollard (1927)
- Goblin Market: A Romance (1927)
- Tropic Love (1928)
- Roxanne (1928), La laguna azzurra The Return of Spring (1928)
- Eileen of the Trees (1929)
- The Girl of the Golden Reef: A Romance of the Blue Lagoon (1929)
- The Tales of Mynheer Amayat (1930)
- The Chank Shell: A Tropical Romance of Love and Treasure (1930), pubblicato negli USA con il titolo di The Island of Lost Women (1930)
- Pacific Gold (1931)
- Love on the Adriatic (1932)
- The Lost Caravan (1932)
- Mandarin Gardens (1933)
- The Naked Soul: The Story of a Modern Knight (1933)
- The Blue Lagoon Omnibus (1933)
- The Vengeance of Mynheer Van Lok and Other Stories (1934)
- The Longshore Girl: A Romance (1935)
- Green Coral (1935)
- The Sunstone (1936)
- In a Bonchurch Garden: Poems and Translations (1937)
- Ginger Adams (1937)
- High-Yaller (1938)
- Old Sailors Never Lie and Other Tales of Land and Sea by One of Them ([1938)
- Due East of Friday (1939)
- An American at Oxford (1941)
- Men and Mice, 1863-1942 (1942)
- Oxford Goes to War: A Novel (1943)
- More Men and Mice  (1945)
- Harley Street: A Novel (1946)
- The Story of My Village (1947)
- The Land of Little Horses. A Story (1949)
- The Man in Armour (1949)

## Filmografia
- The Man Who Lost Himself, regia di George D. Baker (1920)